# Swing Journal
Swing Journal war das größte (und lange Zeit einzige) japanische Jazz-Magazin. Es wurde 1947 gegründet, erschien monatlich und nur in Japanisch (mit englischen Überschriften). Es galt weltweit als eines der führenden Jazz-Magazine, insbesondere da Japan für Jazz ein wichtiger Markt ist, aber auch wegen der Qualität seiner Beiträge. Außerdem hatte es die höchste Auflage aller Jazzmagazine weltweit (2002 rund 125.000). Der Umfang der einzelnen Hefte ist rund 350 Seiten, wobei auch regelmäßig Diskographien von Jazzmusikern veröffentlicht werden, mit Fotos aller Platten-Cover. Bekannt ist das Magazin auch für seine gute Ausstattung mit Fotografien. Die Berichterstattung umfasst (trotz des Namens) alle Jazz-Stile, wobei auch bekannte US-amerikanische Jazzkritiker wie Dan Morgenstern, Leonard Feather, Gary Giddins, Ira Gitler oder Howard Mandel zu den Autoren zählten. Ähnlich wie andere bekannte Jazzmagazine wie Down Beat führt es Kritiker und Leser-Ranglisten (Polls) und vergibt einen „Gold Disc Award“ für Alben.
Das Magazin wurde im Juli 2010 nach über 60 Jahren wegen fehlender Werbung und den daraus resultierenden Einnahmen eingestellt.
Herausgeber waren u. a. Yasuki Nakayama, Bunichi Murata (1948–1999) und Kiyoshi Koyama (1936–2019). Der Sitz des Magazins war Tokio. Es erschien im eigenen Verlag Swing Journal Co. Ltd.